# Islote Pingüino
Die Islote Pingüino (spanisch für Pinguin-Insel) ist eine kleine Insel vor der Danco-Küste des Grahamlands im Norden der Antarktischen Halbinsel. Sie liegt nordöstlich der Lemaire-Insel in der Gerlache-Straße vor der Einfahrt zur Andvord Bay.
Wissenschaftler der 5. Chilenischen Antarktisexpedition (1950–1951) benannten sie nach den hier ansässigen Pinguinen.